# Samtgemeinde Eilsen
Samtgemeinde Eilsen er en Samtgemeinde i den sydvestlige del af af Landkreis Schaumburg, i den nordlige del af den tyske delstat Niedersachsen.

## Geografi
Samtgemeinden ligger nord for Wesergebirge i trekanten mellem byerne Bückeburg, Obernkirchen og Rinteln.

### Inddeling
Samtgemeinden har siden sin oprettelse 1. marts 1974 bestået af disse fem kommuner:
(areal i km² / indbyggere pr. 31. december 2011)
1. Ahnsen (3,43 / 1.163)
2. Bad Eilsen (2,46 / 2.154)
3. Buchholz (1,76 / 741) med bebyggelsen Schlingmühle
4. Heeßen (1,90 / 1.529)
5. Luhden (4,35 / 1.090) med landsbyen Schermbeck

## Trafik
Samtgemeinde Eilsen ligger ved motorvejen A2, og Bundesstrasse 83 fra Hameln mod Bückeburg passerer også gennem området.